# Antruejo de Llamas de la Ribera
El antruejo de Llamas de la Ribera es una fiesta popular que se celebra el domingo de carnaval en la localidad española de Llamas de la Ribera (León).

## Historia
Sus orígenes se desconocen y su celebración era puntual; en los años sesenta entró en decadencia, pero desde los años ochenta la asociación Guirrios y Madamas recuperó algunas de las fiestas y tradiciones de la localidad, entre ellas el antruejo. Está declarada como Fiesta de Interés Turístico Provincial y se muestra, junto con Velilla de la Reina, como ejemplo del Carnaval en el Museo de los Pueblos Leoneses.

## Celebración
Los actos se celebran durante la tarde del Domingo de Carnaval. Una vez terminados de vestirse, los guirrios y madamas inician su recorrido por las calles de la localidad. Les acompañan otros personajes como los «Carneros», el «Caretón», la «Gomia», el «Gomio», el «Toro», el «Diablo», la «Rosita», la «Gallina Tocahuevos» y los «Gochos». Los guirrios corren y saltan, persiguen a la gente con sus tenazas y propinan golpes con las vejigas. Una vez en la plaza, las madamas inician el baile al son de dulzaina y tamboril, mientras que el resto de personajes continúan provocando a los espectadores. Después los guirrios empiezan a formar parejas con las madamas y se unen al baile.
Llegado el momento, cesa la música y se produce el nombramiento del Guirrio Honorífico, premio que se instituyó en 2006 para reconocer a aquella persona que se distinga por su defensa o promoción del patrimonio leonés. A continuación sigue la música y la danza de guirrios y madamas, solo interrumpida por el canto de las Coplas de Carnestolendas a cargo de un madamo y el buhonero correspondiente. La fiesta termina con un convite a base de roscas de sartén, frisuelos, flores y orejas de carnaval, acompañados de chocolate y orujo.

## Los personajes

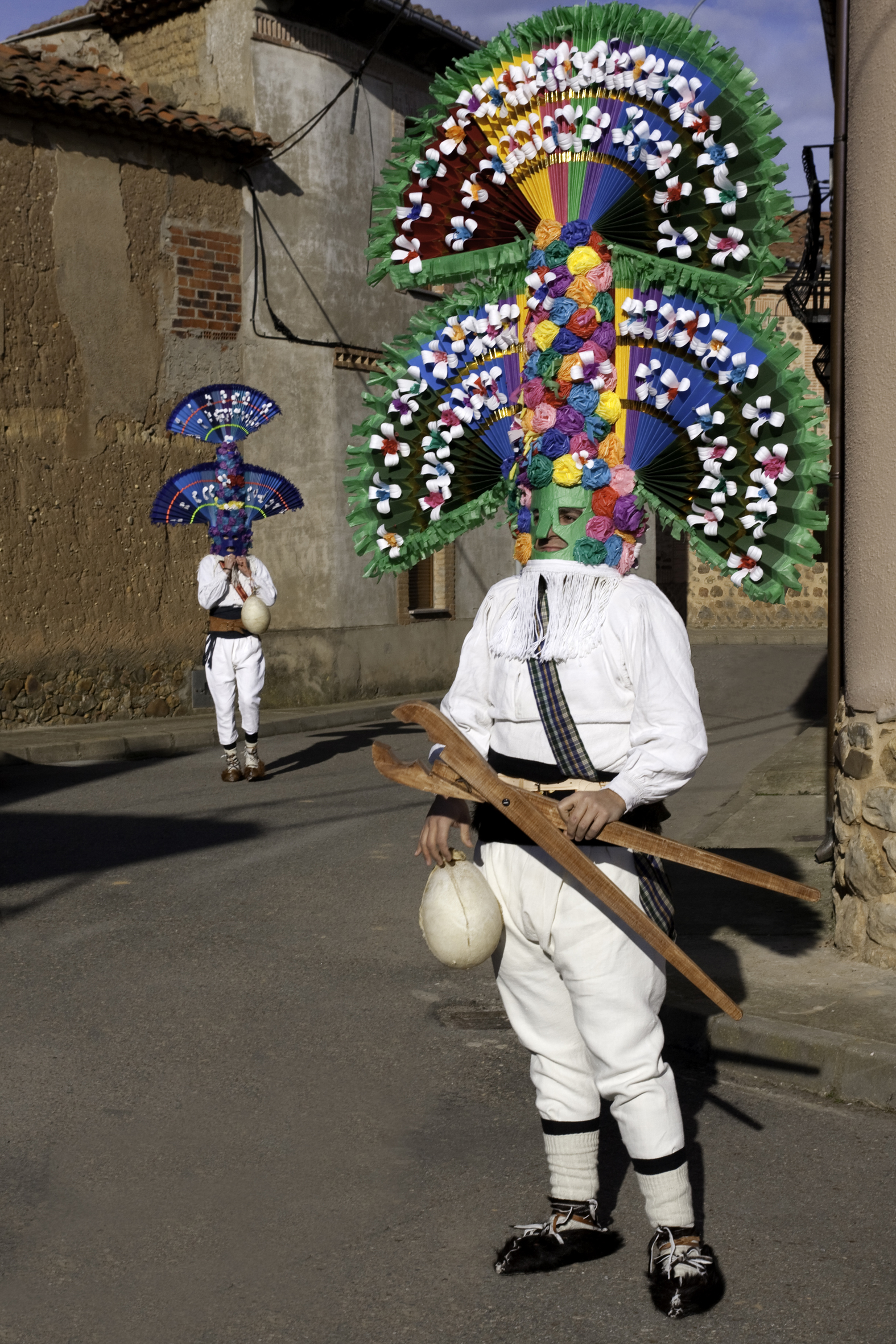
Guirrios

- Guirrios: son los personajes más destacados del antruejo. Su número es indeterminado y son los encargados de atacar y golpear al público. Visten calzón y camisa de lino blanco, fajín negro en la cintura sobre el que se coloca un cinturón del que cuelgan cencerros y calzan albarcas de piel de vaca. Lo más llamativo es su máscara, formada por un gran cono de más de un metro de alto que se adorna con grandes abanicos de colores y se remata con flecos y coleta. También llevan flores de papel salpicando toda la máscara. Otros elementos tradicionales que portan son las vejigas hinchadas y las tenazas de madera, con las que prenden la ropa de los espectadores.
- Madamas: visten el traje de gala tradicional de la ribera del río Órbigo; medias blancas, ruedo de paño negro, mandil de seda o terciopelo bordado, mantón de Manila y pañuelo de seda en la cabeza. Calzan zapato negro de tacón bajo, se acompañan de collares y arracadas y portan castañuelas y pandereta.
- Madamos: representan la tradicional transformación del hombre en mujer. Visten el traje tradicional femenino pero menos lujoso, con la cara tapada por un paño de ganchillo y joyas de fabricación casera. Suelen llevar los cachumbos, pequeñas cajas para guardar perfumes con los que untar a las chicas, y portan castañuelas.
- Toro: figura secundaria, sin el carácter protagonista que tiene en otros lugares de la provincia. Consta de un armazón de madera, con cuernos en la parte delantera, y se cubre con sábana blanca.
- Gomia: consta de un armazón de madera, que en la parte delantera lleva un cráneo disecado de caballo. Va cubierto con una sábana blanca y se lleva, en posición horizontal, por varias personas.
- Gomio: viste con un saco o tela de costal, con cráneo de caballo y un cuerno de cabra.
- Rosita: viste de saco y pieles, lleva por máscara el tronco de un árbol hueco. Se adorna con flores, lazos rosas y pequeños abanicos, y calza madreñas.
- Gallina Tocahuevos: viste de hojas y mazorcas de maíz. La máscara es de cuero, con cresta de hojas de maíz.
- Gochos: portan una máscara negra con dos orejas de cerdo y barbas de crines de caballo.
- Caretón: lleva una careta negra, con cuatro dientes en su boca. Presenta bigote y melena, hechos con crines de caballo y pelo de vaca. El traje es de lana, imitando pieles.
- Carneros: visten de saco y pieles. Las máscaras son de tela negra, con cuernos retorcidos de macho cabrío.
- Diablo: viste lana de oveja y sacos. La máscara es de tela, con dos cuernos de cabra.

## Interpretación
La celebración, en concreto el baile en la plaza, representa la consumación del rito fecundante, en el que la virilidad de los guirrios se une a la pureza de las madamas. La combinación de seres fantásticos, que les acompañan en el baile, parece proceder de algún rito ancestral, reminiscencias del hecho en el que el hombre pretendía transmitir a los demás miembros de la comunidad los poderes de aquellos seres o animales representados.
En Marruecos está la fiesta folclórica del Bujlud en donde se disfrazan de cabras.